# Madonna-diszkográfia
Az amerikai énekesnő Madonna eddig tizennégy stúdióalbumot, nyolc válogatásalbumot, hat koncertalbumot, négy filmzenealbumot, hetvenöt egyéb limitált kiadást, kilencvennégy kislemezt, huszonöt promóciós kislemezt, huszonhárom egyéb slágerlistás dalt, tizenegy középlemezt, két dokumentumfilmet, nyolcvanhárom videóklipet, tizenegy koncertturné videót, négy videóklip-válogatást, két díszdobozt, négy promóciós videót és négy videóklip-kislemezt adott ki.

## Albumok

### Stúdióalbumok
| Cím                                                         | Album részletek | Helyezések | Helyezések | Helyezések | Helyezések | Helyezések | Helyezések | Helyezések | Helyezések | Helyezések | Helyezések | Minősítések | Eladások |
| Cím                                                         | Album részletek | US         | AUS        | CAN        | FRA        | GER        | ITA        | NLD        | SPA        | SWI        | UK         | Minősítések | Eladások |
| ----------------------------------------------------------- | --- | ---------- | ---------- | ---------- | ---------- | ---------- | ---------- | ---------- | ---------- | ---------- | ---------- | --- | --- |
| Madonna                                                     | - Megjelenés: 1983. július 27. - Kiadó: Sire · Warner Bros. - Formátum: LP · kazetta · CD · Picture disc                      | 8          | 10         | 16         | 8          | 28         | 50         | 7          | 35         | —          | 6          | - US: 5×Platina - AUS: 3×Platina - FRA: Platina - GER: Arany - ITA: Arany - NLD: Platina - SPA: Arany - UK: Platina                                                       | - Világszerte: 10,000,000 - US: 5,000,000 - AUS: 250,000 - ITA: 210,000                                                       |
| Like a Virgin                                               | - Megjelenés: 1984. november 12. - Kiadó: Sire · Warner Bros. - Formátum: LP · Kazetta · CD · Picture disc                    | 1          | 2          | 3          | 2          | 1          | 1          | 1          | 1          | 3          | 1          | - US: Gyémánt - AUS: 7×Platina - CAN: Gyémánt - FRA: 2×Platina - GER: 3×Arany - ITA: 2×Platina - SPA: Platina - SWI: 2×Platina - UK: 3×Platina                            | - Világszerte: 21,000,000 - US: 10,000,000 - FRA: 600,000 - ITA: 1,000,000 - UK: 1,000,000                                    |
| True Blue                                                   | - Megjelenés: 1986. június 30. - Kiadó: Sire · Warner Bros. - Formátum: LP · Kazetta · CD · Picture disc                      | 1          | 1          | 1          | 1          | 1          | 1          | 1          | 1          | 1          | 1          | - US: 7×Platina - AUS: 4×Platina - CAN: Gyémánt - FRA: Gyémánt - GER: 2×Platina - ITA: 4×Platina - NLD: Platina - SPA: 3×Platina - SWI: 3×Platina - UK: 7×Platina         | - Világszerte: 25,000,000 - US: 7,000,000 - FRA: 1,300,000 - ITA: 1,500,000 - UK: 2,000,000 - CAN: 1,000,000                  |
| Like a Prayer                                               | - Megjelenés: 1989. március 21. - Kiadó: Sire · Warner Bros. - Formátum: LP · Kazetta · CD · Picture disc                     | 1          | 4          | 2          | 1          | 1          | 1          | 1          | 1          | 1          | 1          | - US: 4×Platina - AUS: 4×Platina - CAN: 5× Platina - FRA: 2×Platina - GER: 3×Arany - NLD: Platina - SPA: 4×Platina - SWI: 2×Platina - UK: 4×Platina                       | - Világszerte: 15,000,000 - US: 5,000,000 - FRA: 800,000 - ITA: 800,000                                                       |
| Erotica                                                     | - Megjelenés: 1992. október 20. - Kiadó: Maverick · Sire · Warner Bros. - Formátum: LP · Kazetta · CD · Picture disc          | 2          | 1          | 4          | 1          | 5          | 2          | 13         | 5          | 5          | 2          | - US: 2×Platina - AUS: 3×Platina - CAN: 2×Platina - GER: Arany - NLD: Arany - SPA: Platina - SWI: Arany - UK: 2×Platina                                                   | - Világszerte: 6,000,000 - US: 1,989,000 - FRA: 250,000 - ITA: 250,000 - SPA: 150,000                                         |
| Bedtime Stories                                             | - Megjelenés: 1994. október 25. - Kiadó: Maverick · Sire · Warner Bros. - Formátum: LP · Kazetta · CD · Picture disc          | 3          | 1          | 4          | 2          | 4          | 2          | 13         | 5          | 7          | 2          | - US: 3×Platina - AUS: 2×Platina - CAN: 2×Platina - FRA: 2×Arany - GER: Platina - ITA: 2× Platina - SPA: Platina - SWI: Arany - UK: Platina                               | - Világszerte: 8,000,000 - US: 2,531,000 - CAN: 250,000 - ITA: 210,000                                                        |
| Ray of Light                                                | - Megjelenés: 1998. március 3. - Kiadó: Maverick · Warner Bros. - Formátum: Kazetta · CD · Digitális letöltés · LP · MiniDisc | 2          | 1          | 1          | 2          | 1          | 1          | 1          | 1          | 1          | 1          | - US: 4×Platina - AUS: 3×Platina - CAN: 7×Platina - FRA: 3×Platina - GER: 3×Platina - NLD: 3× Platina - ITA: 5× Platina - SPA: 3×Platina - SWI: 3×Platina - UK: 6×Platina | - Világszerte: 16,000,000 - US: 4,359,000 - FRA: 1,000,000 - ITA: 600,000 - UK: 1,730,000                                     |
| Music                                                       | - Megjelenés: 2000. szeptember 19. - Kiadó: Maverick · Warner Bros. - Formátum: Kazetta · CD · Digitális letöltés · LP        | 1          | 2          | 1          | 1          | 1          | 1          | 1          | 2          | 1          | 1          | - US: 3×Platina - AUS: 3×Platina - CAN: 3×Platina - FRA: 2×Platina - GER: 2×Platina - NLD: 2×Platina - SPA: 2×Platina - SWI: 2×Platina - UK: 5×Platina                    | - Világszerte: 11,000,000 - US: 3,031,000 - FRA: 900,000 - ITA: 250,000 - UK: 1,630,000                                       |
| American Life                                               | - Megjelenés: 2003. április 22. - Kiadó: Maverick · Warner Bros. - Formátum: Kazetta · CD · Digitális letöltés · LP · Box set | 1          | 3          | 1          | 1          | 1          | 1          | 3          | 2          | 1          | 1          | - US: Platina - AUS: Platina - CAN: Platina - FRA: Platina - GER: Platina - NLD: Arany - SPA: Arany - SWI: Platinum - SWI: Platina - UK: Platina                          | - Világszerte: 5,000,000 - US: 680,000 - FRA: 500,000 - ITA: 150,000 - SPA: 70,000 - UK: 335,115                              |
| Confessions on a Dance Floor                                | - Megjelenés: 2005. november 11. - Kiadó: Warner Bros. - Formátum: CD · Digitális letöltés · LP · Box set                     | 1          | 1          | 1          | 1          | 1          | 1          | 1          | 1          | 1          | 1          | - US: Platina - AUS: 2×Platina - CAN: 5×Platina - FRA: Gyémánt - GER: 3×Platina - ITA: 4×Platina - NLD: Platina - SPA: 2×Platina - SWI: 3×Platina - UK: 4×Platina         | - Világszerte: 10,000,000 - US: 1,734,000 - AUS: 200,000 - FRA: 900,000 - ITA: 400,000 - SPA: 200,000 - UK: 1,360,000         |
| Hard Candy                                                  | - Megjelenés: 2008. április 19. - Kiadó: Warner Bros. - Formátum: CD · Digitális letöltés · LP · Box set                      | 1          | 1          | 1          | 1          | 1          | 1          | 1          | 1          | 1          | 1          | - US: Arany - AUS: Platina - CAN: Platina - FRA: Platina - GER: Platina - NLD: Platina - SPA: Arany - SWI: Platina - UK: Platina                                          | - Világszerte: 4,000,000 - US: 751,000 - AUS: 70,000 - CAN: 169,000 - FRA: 240,000 - ITA: 175,774 - SPA: 43,500 - UK: 335,523 |
| MDNA                                                        | - Megjelenés: 2012. március 23. - Kiadó: Interscope - Formátum: CD · Digitális letöltés · LP                                  | 1          | 1          | 1          | 2          | 3          | 1          | 1          | 1          | 2          | 1          | - US: Arany - AUS: Arany - FRA: Platina - GER: Arany - ITA: Platina - NLD: Arany - SPA: Arany - UK: Arany                                                                 | - Világszerte: 2,000,000 - US: 539,000 - AUS: 35,000 - FRA: 150,000 - SPA: 30,000 - UK: 134,803                               |
| Rebel Heart                                                 | - Megjelenés: 2015. március 6. - Kiadó: Interscope - Formátum: CD · Digitális letöltés · LP                                   | 2          | 1          | 1          | 3          | 1          | 1          | 1          | 1          | 1          | 2          | - FRA: Arany - ITA: Platina - UK: Arany | - Világszerte: 1,000,000 - US: 238,000 - AUS: 15,000 - FRA: 52,000 - ITA: 60,000 - UK: 76,490                                 |
| Madame X                                                    | - Megjelenés: 2019. június 14. - Kiadó: Interscope - Formátum: CD · Digitális letöltés · LP · Kazetta · Box set               | 1          | 2          | 2          | 4          | 5          | 2          | 2          | 3          | 2          | 2          | - ITA: Arany - UK: Ezüst | - Világszerte: 500,000 - US: 169,000 - FRA: 29,000 - ITA: 20,000 - UK: 62,531                                                 |
| "—" nem szerepelt listán, vagy nem jelent meg az országban. | |            |            |            |            |            |            |            |            |            |            | | |

### Filmzenealbumok
| Cím                 | Album részletek                                                                                          | Helyezések | Helyezések | Helyezések | Helyezések | Helyezések | Helyezések | Helyezések | Helyezések | Helyezések | Helyezések | Minősítések | Eladások                                                                             |
| Cím                 | Album részletek                                                                                          | US         | AUS        | CAN        | FRA        | GER        | ITA        | NLD        | SPA        | SWI        | UK         | Minősítések | Eladások                                                                             |
| ------------------- | --- | ---------- | ---------- | ---------- | ---------- | ---------- | ---------- | ---------- | ---------- | ---------- | ---------- | --- | ------------------------------------------------------------------------------------ |
| Who’s That Girl     | - Megjelenés: 1987. július 21. - Kiadó: Sire · Warner Bros. - Formátum: LP · Kazetta · CD · Picture disc | 7          | 24         | 4          | 2          | 1          | 1          | 1          | 4          | 4          | 4          | - US: Platina - FRA: 2× Platina - GER: Arany - ITA: 2× Platina - NLD: Arany - SPA: Platina - SWI: Arany - UK: Platina                    | - Világszerte: 6,000,000 - US: 1,000,000 - CAN: 160,000 - ITA: 450,000 - UK: 320,000 |
| I’m Breathless      | - Megjelenés: 1990. május 22. - Kiadó: Sire · Warner Bros. - Formátum: LP · Kazetta · CD                 | 2          | 1          | 3          | 3          | 1          | 1          | 5          | 2          | 3          | 2          | - US: 2× Platina - AUS: Platina - CAN: 2× Platina - FRA: 2× Arany - GER: Arany - NLD: Arany - SPA: 2× Platina - SWI: Arany - UK: Platina | - Világszerte: 7,000,000 - US: 3,000,000 - ITA: 300,000                              |
| Evita               | - Megjelenés: 1996. október 28. - Kiadó: Warner Bros. - Formátum: Kazetta · CD · Digitális letöltés      | 2          | 5          | 5          | 2          | 2          | 2          | 6          | 16         | 1          | 1          | - US: 5× Platina - AUS: Platina - GER: Platina - NLD: Arany - SPA: Arany - SWI: Platina - UK: 2× Platina                                 | - Világszerte: 7,000,000 - US: 2,025,000 - CAN: 200,000 - UK: 737,000                |
| The Next Best Thing | - Megjelenés: 2000. február 22. - Kiadó: Warner Bros. - Formátum: Kazetta · CD · Digitális letöltés      | 34         | 16         | —          | —          | 19         | —          | —          | —          | 55         | —          | | - US: 155,000                                                                        |

#### Filmzenei hozzájárulások
| Cím                                                                   | Album részletek                                                                                     | Dal                                     |
| --------------------------------------------------------------------- | --------------------------------------------------------------------------------------------------- | --------------------------------------- |
| Vision Quest: Original Motion Picture Sound Track                     | - Megjelenés: 1985. február 12. - Kiadó: Geffen Records - Formátum: LP · Kazetta · CD               | Crazy for You, Gambler                  |
| With Honors: Music from the Motion Picture                            | - Megjelenés: 1994. március 22. - Kiadó: Maverick · Warner Bros. - Formátum: Kazetta · CD           | I’ll Remember (Téma a Tanulj, tinó!ból) |
| Austin Powers: The Spy Who Shagged Me - Music from the Motion Picture | - Megjelenés: 1999. június 1. - Kiadó: Maverick - Formátum: LP · Kazetta · CD                       | Beautiful Stranger                      |
| Die Another Day: Music from the MGM Motion Picture                    | - Megjelenés: 2002. november 12. - Kiadó: Warner Bros. - Formátum: Kazetta · CD                     | Die Another Day                         |
| W.E.: Music from the Motion Picture                                   | - Megjelenés: 2012. január 31. - Kiadó: Interscope - Formátum: CD · Digitális letöltés · Streamelés | Masterpiece                             |

### Válogatásalbumok
| Cím                                                         | Album részletek | Helyezések | Helyezések | Helyezések | Helyezések | Helyezések | Helyezések | Helyezések | Helyezések | Helyezések | Helyezések | Minősítések | Eladások                                                                                                  |
| Cím                                                         | Album részletek | US         | AUS        | CAN        | FRA        | GER        | ITA        | NLD        | SPA        | SWI        | UK         | Minősítések | Eladások                                                                                                  |
| ----------------------------------------------------------- | --- | ---------- | ---------- | ---------- | ---------- | ---------- | ---------- | ---------- | ---------- | ---------- | ---------- | --- | --- |
| You Can Dance                                               | - Típus: Remixalbum - Megjelenés: 1987. november 17. - Kiadó: Sire · Warner Bros. - Formátum: LP · Kazetta · CD · Picture disc                                           | 14         | 13         | 11         | 2          | 13         | 1          | 3          | 16         | 11         | 5          | - US: Platina - AUS: Platina - FRA: Platina - GER: Arany - NLD: Arany - SPA: Platina - SWI: Arany - UK: Platina                                                      | - Világszerte: 5,000,000 - US: 1,500,000 - ITA: 450,000                                                   |
| The Immaculate Collection                                   | - Típus: Legnagyobb slágerek albuma - Megjelenés: 1990. november 9. - Kiadó: Sire · Warner Bros. - Formátum: LP · Kazetta · CD · Digitális letöltés · MiniDisc · Box set | 2          | 1          | 1          | 2          | 10         | 10         | 10         | 5          | 3          | 1          | - US: Gyémánt (11× Platina) - AUS: 12× Platina - CAN: 7× Platina - FRA: Gyémánt - GER: 3× Arany - NLD: 3× Platina - SPA: 3× Platina - SWI: Platina - UK: 13× Platina | - Világszerte: 30,000,000 - US: 10,000,000 - AUS: 880,000 - FRA: 1,100,000 - ITA: 250,000 - UK: 3,770,000 |
| Something to Remember                                       | - Típus: Ballada-összeállítás - Megjelenés: 1995. november 7. - Kiadó: Maverick · Warner Bros. - Formátum: LP · Kazetta · CD                                             | 6          | 1          | 4          | 3          | 2          | 1          | 19         | 6          | 7          | 3          | - US: 3× Platina - AUS: 4× Platina - CAN: 2× Platina - FRA: 2× Arany - GER: Platina - NLD: Platina - SPA: Arany - SWI: Platina - UK: 3× Platina                      | - Világszerte: 10,000,000 - US: 2,281,000 - ITA: 560,000 - UK: 880,000                                    |
| GHV2                                                        | - Típus: Legnagyobb slágerek albuma - Megjelenés: 2001. november 13. - Kiadó: Maverick · Warner Bros. - Formátum: Kazetta · CD · Digitális letöltés                      | 7          | 3          | 11         | 2          | 3          | 7          | 13         | 3          | 3          | 2          | - US: Platina - AUS: 2× Platina - CAN: Platina - FRA: Platina - GER: Platina - NLD: Platina - SPA: 2× Platina - SWI: Platina - UK: 2× Platina                        | - Világszerte: 7,000,000 - US: 1,487,000 - UK: 868,500                                                    |
| Remixed & Revisited                                         | - Típus: Remix-középlemez - Megjelenés: 2003. november 24. - Kiadó: Maverick · Warner Bros. - Formátum: CD · Digitális letöltés                                          | 115        | —          | —          | —          | —          | —          | —          | —          | 80         | —          | | - US: 114,000                                                                                             |
| Celebration                                                 | - Típus: Legnagyobb slágerek albuma - Megjelenés: 2009. szeptember 18. - Kiadó: Warner Bros. - Formátum: CD · 2×CD · Digitális letöltés · LP                             | 7          | 6          | 1          | 34         | 1          | 1          | 2          | 2          | 3          | 1          | - US: Arany - AUS: Arany - FRA: Platina - GER: Platina - ITA: 3× Platina - SPA: Arany - SWI: Platina - UK: 2× Platina                                                | - Világszerte: 4,000,000 - US: 274,000 - UK: 666,000                                                      |
| Finally Enough Love: 50 Number Ones                         | - Típus: Remixalbum - Megjelenés: 2022. augusztus 19. - Kiadó: Warner. · Rhino - Formátum: CD · 3×CD · Digitális letöltés · 2×LP · 6×LP                                  | 8          | 1          | 7          | 2          | 2          | 2          | 1          | 2          | 2          | 3          | - UK: Arany | - UK: 88,394                                                                                              |
| Veronica Electronica                                        | - Típus: Remixalbum - Megjelenés: 2025. július 25. - Kiadó: Warner Records · Rhino - Formátum: CD · Digitális letöltés · LP                                              | —          | 36         | —          | —          | 12         | 20         | 20         | —          | —          | 23         | | |
| "—" nem szerepelt listán, vagy nem jelent meg az országban. | |            |            |            |            |            |            |            |            |            |            | | |

### Remixalbumok
| Cím                                                         | Megjelenés         | Helyezések | Helyezések | Helyezések | Helyezések | Helyezések | Eladások                 |
| Cím                                                         | Megjelenés         | GER        | AUT        | SWI        | UK         | US         | Eladások                 |
| ----------------------------------------------------------- | ------------------ | ---------- | ---------- | ---------- | ---------- | ---------- | ------------------------ |
| You Can Dance                                               | 1987. november 17. | 13         | 13         | 11         | 5          | 14         | - Világszerte: 7,000,000 |
| Remixed & Revisited                                         | 2003. november 24. | —          | —          | 80         | —          | 115        | - Világszerte: 114,000   |
| "—" nem szerepelt listán, vagy nem jelent meg az országban. |                    |            |            |            |            |            |                          |

### Koncertalbumok
| Cím                                                         | Album részletek | Helyezések | Helyezések | Helyezések | Helyezések | Helyezések | Helyezések | Helyezések | Helyezések | Helyezések | Helyezések | Minősítések                 | Eladások                                 |
| Cím                                                         | Album részletek | US         | AUS        | CAN        | FRA        | GER        | ITA        | NLD        | SPA        | SWI        | UK         | Minősítések                 | Eladások                                 |
| ----------------------------------------------------------- | --- | ---------- | ---------- | ---------- | ---------- | ---------- | ---------- | ---------- | ---------- | ---------- | ---------- | --------------------------- | ---------------------------------------- |
| I’m Going to Tell You a Secret                              | - Megjelenés: 2006. június 20. - Kiadó: Warner Bros. - Formátum: CD+DVD · Digitális letöltés                                          | 33         | —          | 4          | 8          | 8          | 1          | 4          | —          | 7          | 18         | - FRA: Arany                | - US: 85,000 - ITA: 100,000 - UK: 39,000 |
| The Confessions Tour                                        | - Megjelenés: 2007. január 30. - Kiadó: Warner Bros. - Formátum: CD+DVD · Digitális letöltés                                          | 15         | —          | 2          | 2          | 2          | 1          | 2          | 1          | 2          | 7          | - UK: Ezüst                 | - Világszerte: 1,000,000 - US: 148,000   |
| Sticky & Sweet Tour                                         | - Megjelenés: 2010. március 30. - Kiadó: Warner Bros. - Formátum: CD+DVD · Blu-ray disc · Digitális letöltés                          | 10         | —          | 3          | 6          | 11         | 2          | 4          | 3          | 5          | 17         | - ITA: Platina - FRA: Arany | - US: 65,000 - CAN: 6,000 - UK: 12,405   |
| MDNA World Tour                                             | - Megjelenés: 2013. szeptember 9. - Kiadó: Interscope Records. - Formátum: 2CD · DVD · Blu-ray disc · Digitális letöltés · Streamelés | 90         | —          | —          | 6          | —          | 2          | 50         | 4          | —          | 55         |                             | - US: 18,000 - FRA: 8,000 - UK: 23,220   |
| Rebel Heart Tour                                            | - Megjelenés: 2017. szeptember 15. - Kiadó: Eagle - Formátum: 2CD · DVD+CD · Blu-ray disc+CD · Digitális letöltés · Streamelés        | —          | 20         | —          | 20         | 8          | 4          | 14         | 4          | 30         | 42         |                             | - US: 3,840 - FRA: 3,000                 |
| Madame X: Music from the Theater Xperience                  | - Megjelenés: 2021. október 8. - Kiadó: Warner - Formátum: Digitális letöltés · Streamelés                                            | —          | —          | —          | 90         | —          | —          | —          | 67         | —          | —          |                             |                                          |
| "—" nem szerepelt listán, vagy nem jelent meg az országban. | |            |            |            |            |            |            |            |            |            |            |                             |                                          |

## Turnék és koncertek
| Év        | Cím                        |
| --------- | -------------------------- |
| 1985      | The Virgin Tour            |
| 1987      | Who’s That Girl World Tour |
| 1990      | Blond Ambition World Tour  |
| 1993      | The Girlie Show            |
| 2001      | Drowned World Tour         |
| 2004      | Re-Invention World Tour    |
| 2006      | Confessions Tour           |
| 2008–2009 | Sticky & Sweet Tour        |
| 2012      | The MDNA Tour              |
| 2015–2016 | Rebel Heart Tour           |
| 2016      | Madonna: Tears of a Clown  |
| 2019–2020 | Madame X Tour              |
| 2023–2024 | The Celebration Tour       |

## Filmzenék
| Év   | Cím                         | Filmzene                                                                       |
| ---- | --------------------------- | ------------------------------------------------------------------------------ |
| 1985 | Vision Quest                | Crazy for You, Gambler                                                         |
| 1985 | Kétségbeesve keresem Susant | Into the Groove                                                                |
| 1986 | Lőtávolban                  | Live to Tell                                                                   |
| 1987 | Ki ez a lány?               | Who’s That Girl, Causing a Commotion, The Look of Love, Can’t Stop             |
| 1990 | Dick Tracy                  | Vogue                                                                          |
| 1994 | With Honors                 | I’ll Remember                                                                  |
| 1996 | Evita                       | You Must Love Me, Don’t Cry for Me Argentina, Another Suitcase in Another Hall |
| 1999 | KicsiKÉM – Austin Powers 2. | Beautiful Stranger                                                             |
| 2000 | A második legjobb dolog     | Time Stood Still, American Pie                                                 |
| 2002 | Halj meg máskor             | Die Another Day                                                                |

## Dokumentumfilmek
| Év   | Cím                                 |
| ---- | ----------------------------------- |
| 1991 | Truth or Dare (In Bed with Madonna) |
| 2005 | I’m Going to Tell You a Secret      |
| 2008 | I Am Because We Are                 |

## Videó kiadások
| Év   | Cím                               |
| ---- | --------------------------------- |
| 1983 | Madonna                           |
| 1985 | Madonna Live: The Virgin Tour     |
| 1988 | Ciao Italia: Live from Italy      |
| 1990 | The Immaculate Collection         |
| 1990 | Blond Ambition World Tour Live    |
| 1994 | The Girlie Show: Live Down Under  |
| 1999 | The Video Collection 93:99        |
| 2001 | Drowned World Tour 2001           |
| 2006 | I'm Going to Tell You a Secret    |
| 2007 | The Confessions Tour              |
| 2009 | Celebration: The Video Collection |
| 2010 | Sticky & Sweet Tour               |
| 2013 | MDNA World Tour                   |
| 2017 | Rebel Heart Tour                  |

## Rendezett filmek
| Év   | Cím                     |
| ---- | ----------------------- |
| 2008 | Filth and Wisdom        |
| 2011 | W.E.                    |
| 2013 | secretprojectrevolution |

## Televíziós fellépések
| Év   | Cím                                               |
| ---- | ------------------------------------------------- |
| 1994 | Madonna on Late Show with David Letterman in 1994 |
| 2012 | Super Bowl XLVI félidei show                      |

## Könyvek
| Év   | Cím                         |
| ---- | --------------------------- |
| 1992 | Sex                         |
| 2003 | The English Roses           |
| 2003 | Mr. Peabody’s Apples        |
| 2004 | Yakov and the Seven Thieves |
| 2004 | The Adventures of Abdi      |
| 2005 | Lotsa de Casha              |

## Cégek és márkák
| Év   | Cím                      |
| ---- | ------------------------ |
| 1992 | Maverick                 |
| 2006 | Raising Malawi           |
| 2010 | Hard Candy Fitness       |
| 2011 | Truth or Dare by Madonna |

## Díszdobozos kiadások
| Év                                                          | Cím                                    | Helyezések | Helyezések | Helyezések | Helyezések | Helyezések |
| Év                                                          | Cím                                    | GER        | AUT        | SWI        | UK         | US         |
| ----------------------------------------------------------- | -------------------------------------- | ---------- | ---------- | ---------- | ---------- | ---------- |
| 2012                                                        | Dance Tribute to Madonna               | —          | —          | —          | —          | —          |
| 2012                                                        | Original Album Series                  | —          | —          | —          | —          | —          |
| 2012                                                        | The Complete Studio Albums (1983–2008) | 63         | —          | 52         | 70         | —          |
| "—" nem szerepelt listán, vagy nem jelent meg az országban. |                                        |            |            |            |            |            |

## Kislemezek

### 1980-as évek
| Év                                                          | Kislemez                         | Helyezések | Helyezések | Helyezések | Helyezések | Helyezések | Helyezések | Helyezések | Helyezések | Helyezések | Helyezések | Eladások                                                              | Minősítések | Album                                                                |
| Év                                                          | Kislemez                         | US         | US Dance   | AUS        | CAN        | FRA        | GER        | ITA        | SPA        | SWI        | UK         | Eladások                                                              | Minősítések | Album                                                                |
| ----------------------------------------------------------- | -------------------------------- | ---------- | ---------- | ---------- | ---------- | ---------- | ---------- | ---------- | ---------- | ---------- | ---------- | --------------------------------------------------------------------- | --- | -------------------------------------------------------------------- |
| 1982                                                        | Everybody                        | —          | 3          | —          | —          | —          | —          | —          | —          | —          | —          | - US: 250,000                                                         | | Madonna                                                              |
| 1983                                                        | Burning Up / Physical Attraction | —          | 3          | 13         | —          | —          | —          | —          | —          | —          | —          | - US:150,000                                                          | | Madonna                                                              |
| 1983                                                        | Holiday                          | 16         | 1          | 4          | 32         | 19         | 9          | 22         | —          | 18         | 2          | - US: 260,000 - UK: 878,000                                           | - UK: Arany | Madonna                                                              |
| 1983                                                        | Lucky Star                       | 4          | 1          | 36         | 8          | —          | —          | —          | —          | —          | 14         | - UK: 117,470                                                         | | Madonna                                                              |
| 1984                                                        | Borderline                       | 10         | 4          | 12         | 25         | —          | —          | —          | —          | 23         | 2          | - UK: 500,000                                                         | - US: Arany - UK: Arany                                                                                        | Madonna                                                              |
| 1984                                                        | Like a Virgin                    | 1          | 1          | 1          | 1          | 8          | 4          | 16         | —          | 9          | 3          | - Világszerte: 6,000,000 - US: 1,900,000 - UK: 925,000                | - US: Arany - SPA: Arany - UK: Arany                                                                           | Like a Virgin                                                        |
| 1985                                                        | Material Girl                    | 2          | 1          | 4          | 4          | 47         | 13         | 18         | 10         | 15         | 3          | - US: 347,000 (digitális) - UK: 405,000                               | - ITA: Arany - SPA: Arany - UK: Platina                                                                        | Like a Virgin                                                        |
| 1985                                                        | Crazy for You                    | 1          | —          | 1          | 1          | 47         | 26         | 12         | 17         | 16         | 2          | - US: 2,000,000 - UK: 782,000                                         | - US: Arany - UK: Arany                                                                                        | Vision Quest: Original Soundtrack of the Warner Bros. Motion Picture |
| 1985                                                        | Angel                            | 5          | 1          | 1          | 5          | —          | 31         | —          | 2          | 17         | 5          | - UK: 205,000                                                         | - US: Arany | Like a Virgin                                                        |
| 1985                                                        | Into the Groove                  | —          | 1          | 1          | —          | 2          | 3          | 1          | 1          | 2          | 1          | - CAN: 100,000 - ITA: 300,000 - UK: 957,000                           | - US: Arany - UK: Arany - ITA: Arany - FRA: Arany                                                              | Like a Virgin                                                        |
| 1985                                                        | Dress You Up                     | 5          | 3          | 5          | 10         | 18         | 20         | 16         | 11         | 20         | 5          | - UK: 210,000                                                         | - UK: Ezüst | Like a Virgin                                                        |
| 1985                                                        | Gambler                          | —          | —          | 10         | —          | 33         | 25         | 3          | —          | 23         | 4          | - UK: 295,000                                                         | - UK: Ezüst | Vision Quest: Original Soundtrack of the Warner Bros. Motion Picture |
| 1986                                                        | Live to Tell                     | 1          | —          | 7          | 1          | 6          | 12         | 1          | —          | 4          | 2          | - UK: 331,000                                                         | - UK: Ezüst - FRA: Ezüst                                                                                       | True Blue                                                            |
| 1986                                                        | Papa Don’t Preach                | 1          | 4          | 1          | 1          | 3          | 2          | 1          | 4          | 2          | 1          | - UK: 651,000                                                         | - US: Platina - UK: Arany - FRA: Ezüst                                                                         | True Blue                                                            |
| 1986                                                        | True Blue                        | 3          | 6          | 5          | 1          | 6          | 6          | 3          | 12         | 6          | 1          | - UK: 557,000                                                         | - US: Arany - AUS: Platina - UK: Ezüst - FRA: Ezüst                                                            | True Blue                                                            |
| 1986                                                        | Open Your Heart                  | 1          | 1          | 16         | 8          | 24         | 17         | 6          | —          | 11         | 4          | - US:75,000 - UK: 195,000                                             | - UK: Ezüst | True Blue                                                            |
| 1987                                                        | La Isla Bonita                   | 4          | —          | 6          | 1          | 1          | 1          | 18         | 8          | 1          | 1          | - US:75,000 - UK: 450,000                                             | - UK: Arany - GER: Arany - ITA: Arany - FRA: Arany - SPA: Arany                                                | True Blue                                                            |
| 1987                                                        | Who’s That Girl                  | 1          | 44         | 7          | 1          | 2          | 2          | 1          | 6          | 2          | 1          | - US: 100,000 - CAN: 40,000 - UK: 380,000                             | - UK: Ezüst - FRA: Arany                                                                                       | Who’s That Girl: Original Motion Picture Soundtrack                  |
| 1987                                                        | Causing a Commotion              | 2          | 1          | 7          | 2          | —          | 14         | 4          | 21         | 9          | 4          | - UK: 230,000                                                         | | Who’s That Girl: Original Motion Picture Soundtrack                  |
| 1987                                                        | The Look of Love                 | —          | —          | —          | —          | 23         | 34         | —          | —          | 20         | 9          | - UK: 121,439                                                         | | Who’s That Girl: Original Motion Picture Soundtrack                  |
| 1988                                                        | Spotlight                        | —          | —          | —          | —          | —          | —          | —          | —          | —          | —          |                                                                       | | You Can Dance                                                        |
| 1989                                                        | Like a Prayer                    | 1          | 1          | 1          | 1          | 2          | 2          | 1          | 1          | 1          | 1          | - Világszerte: 5,000,000 - US: 2,000,000 - FRA: 400,000 - UK: 850,500 | - US: 2× Platina - AUS: Platina - UK: Platina - GER: Arany - ITA: Arany - SPA: Arany - SWI: Arany - FRA: Ezüst | Like a Prayer                                                        |
| 1989                                                        | Express Yourself                 | 2          | 1          | 5          | 1          | 7          | 3          | 1          | 3          | 1          | 5          | - UK: 200,000                                                         | - US: Arany - AUS: Arany - UK: Ezüst                                                                           | Like a Prayer                                                        |
| 1989                                                        | Cherish                          | 2          | —          | 4          | 1          | 21         | 16         | 3          | 10         | 10         | 3          | - UK: 200,000                                                         | - AUS: Arany                                                                                                   | Like a Prayer                                                        |
| 1989                                                        | Oh Father                        | 20         | —          | 59         | 14         | 26         | —          | 6          | —          | —          | 16         | - UK: 58,730                                                          | | Like a Prayer                                                        |
| 1989                                                        | Dear Jessie                      | —          | —          | 51         | —          | —          | 19         | —          | 17         | 16         | 5          | - UK: 255,000                                                         | - UK: Ezüst | Like a Prayer                                                        |
| "—" nem szerepelt listán, vagy nem jelent meg az országban. |                                  |            |            |            |            |            |            |            |            |            |            |                                                                       | |                                                                      |

### 1990-es évek
| Év                                                          | Kislemez                          | Helyezések | Helyezések | Helyezések | Helyezések | Helyezések | Helyezések | Helyezések | Helyezések | Helyezések | Helyezések | Eladások                                               | Minősítések                                                                                  | Album                                                    |
| Év                                                          | Kislemez                          | US         | US Dance   | AUS        | CAN        | FRA        | GER        | ITA        | SPA        | SWI        | UK         | Eladások                                               | Minősítések                                                                                  | Album                                                    |
| ----------------------------------------------------------- | --------------------------------- | ---------- | ---------- | ---------- | ---------- | ---------- | ---------- | ---------- | ---------- | ---------- | ---------- | ------------------------------------------------------ | -------------------------------------------------------------------------------------------- | -------------------------------------------------------- |
| 1990                                                        | Keep It Together                  | 8          | 1          | 1          | 8          | —          | —          | 16         | —          | —          | —          |                                                        | - US: Arany - AUS: 2× Platina                                                                | Like a Prayer                                            |
| 1990                                                        | Vogue                             | 1          | 1          | 1          | 1          | 9          | 4          | 1          | 1          | 2          | 1          | - Világszerte: 6,000,000 - US: 2,000,000 - UK: 663,000 | - US: 3× Platina - AUS: 2× Platina - ITA: Arany - UK: Arany - CAN: Platina - FRA: Ezüst      | I’m Breathless: Music from the Motion Picture Dick Tracy |
| 1990                                                        | Hanky Panky                       | 10         | —          | 6          | 18         | —          | 21         | 4          | 13         | 15         | 2          | - UK: 210,000                                          | - US: Arany - AUS: Arany - UK: Ezüst                                                         | I’m Breathless: Music from the Motion Picture Dick Tracy |
| 1990                                                        | Justify My Love                   | 1          | 1          | 4          | 1          | 17         | 10         | 2          | 3          | 3          | 2          | - US: 1,000,000 - UK: 275,500                          | - US: Platina - AUS: Arany - UK: Ezüst - CAN: Arany                                          | The Immaculate Collection                                |
| 1991                                                        | Rescue Me                         | 9          | 6          | 15         | 7          | 21         | 21         | 12         | —          | 11         | 3          | - UK: 134,764                                          | - US: Arany                                                                                  | The Immaculate Collection                                |
| 1992                                                        | This Used to Be My Playground     | 1          | —          | 9          | 1          | 7          | 6          | 1          | 6          | 6          | 3          | - UK: 275,000                                          | - US: Arany - AUS: Arany - UK: Ezüst                                                         | Nem jelent meg albumon                                   |
| 1992                                                        | Erotica                           | 3          | 1          | 4          | 13         | 23         | 13         | 1          | 4          | 8          | 3          | - UK: 270,800                                          | - US: Arany - AUS: Arany                                                                     | Erotica                                                  |
| 1992                                                        | Deeper and Deeper                 | 7          | 1          | 11         | 2          | 17         | 26         | 1          | —          | 23         | 6          | - UK: 136,854                                          | - AUS: Arany                                                                                 | Erotica                                                  |
| 1993                                                        | Bad Girl                          | 36         | —          | 32         | 20         | 44         | 47         | 3          | —          | 25         | 10         | - UK: 74,915                                           |                                                                                              | Erotica                                                  |
| 1993                                                        | Fever                             | —          | 1          | 51         | —          | 31         | —          | 12         | —          | —          | 6          | - UK: 86,077                                           |                                                                                              | Erotica                                                  |
| 1993                                                        | Rain                              | 14         | —          | 5          | 2          | —          | 26         | 9          | —          | 11         | 7          | - UK: 130,771                                          | - AUS: Arany                                                                                 | Erotica                                                  |
| 1993                                                        | Bye Bye Baby                      | —          | —          | 15         | —          | —          | —          | 7          | —          | 28         | —          |                                                        |                                                                                              | Erotica                                                  |
| 1994                                                        | I’ll Remember                     | 2          | —          | 7          | 1          | 40         | 49         | 1          | —          | 17         | 7          | - Világszerte: 1,000,000 - US: 500,000 - UK: 100,090   | - US: Arany - AUS: Arany                                                                     | With Honors: Music from the Motion Picture Soundtrack    |
| 1994                                                        | Secret                            | 3          | 1          | 5          | 1          | 2          | 29         | 3          | 4          | 1          | 5          | - UK: 117,957                                          | - US: Arany - AUS: Arany - FRA: Arany                                                        | Bedtime Stories                                          |
| 1994                                                        | Take a Bow                        | 1          | —          | 15         | 1          | 25         | 18         | 2          | —          | 8          | 16         | - US: 500,000 - ITA: 300,000 - UK: 102,739             | - US: Arany                                                                                  | Bedtime Stories                                          |
| 1995                                                        | Bedtime Story                     | 42         | 1          | 5          | 42         | —          | —          | 8          | —          | —          | 4          | - UK: 97,428                                           |                                                                                              | Bedtime Stories                                          |
| 1995                                                        | Human Nature                      | 46         | 2          | 17         | 64         | —          | 50         | 10         | —          | 17         | 8          | - UK: 80,685                                           |                                                                                              | Bedtime Stories                                          |
| 1995                                                        | You’ll See                        | 6          | —          | 9          | 2          | 24         | 15         | 5          | —          | 8          | 5          | - UK: 322,000                                          | - US: Arany - AUS: Arany - UK: Ezüst                                                         | Something to Remember                                    |
| 1996                                                        | One More Chance                   | —          | —          | 35         | —          | —          | —          | 2          | —          | —          | 11         | - UK: 56,851                                           |                                                                                              | Something to Remember                                    |
| 1996                                                        | Love Don’t Live Here Anymore      | 78         | 16         | 27         | 24         | 48         | —          | —          | —          | —          | —          |                                                        |                                                                                              | Something to Remember                                    |
| 1996                                                        | You Must Love Me                  | 18         | —          | 11         | 11         | 41         | 78         | 4          | —          | 43         | 10         | - Világszerte: 1,100,000 - ITA: 20,000 - UK: 90,428    | - US: Arany                                                                                  | Evita: The Motion Picture Music Soundtrack               |
| 1996                                                        | Don’t Cry for Me Argentina        | 8          | 1          | 9          | 14         | 1          | 3          | 2          | 1          | 4          | 3          | - UK: 340,000                                          | - AUS: Arany - UK: Arany - GER: Arany - SWI: Arany - FRA: Arany                              | Evita: The Motion Picture Music Soundtrack               |
| 1997                                                        | Another Suitcase in Another Hall  | —          | —          | 118        | —          | —          | —          | 4          | —          | —          | 7          | - UK: 75,233                                           |                                                                                              | Evita: The Motion Picture Music Soundtrack               |
| 1998                                                        | Frozen                            | 2          | 1          | 5          | 2          | 2          | 2          | 1          | 1          | 2          | 1          | - US: 600,000 - ITA: 30,000 - UK: 602,200              | - US: Arany - AUS: Arany - UK: Platina - GER: Platina - ITA: Arany - SWI: Arany - FRA: Arany | Ray of Light                                             |
| 1998                                                        | Ray of Light                      | 5          | 1          | 6          | 3          | 18         | 28         | 2          | 1          | 32         | 2          | - US: 293,000 - UK: 275,000                            | - US: Arany - AUS: Arany - UK: Arany                                                         | Ray of Light                                             |
| 1998                                                        | Drowned World/Substitute for Love | —          | —          | 16         | —          | 42         | 39         | 5          | 1          | 31         | 10         | - UK: 90,651                                           |                                                                                              | Ray of Light                                             |
| 1998                                                        | The Power of Good-Bye             | 11         | —          | 33         | 16         | 21         | 4          | 8          | 2          | 8          | 6          | - UK: 180,000                                          | - UK: Ezüst - GER: Arany                                                                     | Ray of Light                                             |
| 1998                                                        | Little Star                       | —          | —          | —          | —          | —          | —          | —          | —          | —          | 6          | - UK: 180,000                                          | - UK: Ezüst                                                                                  | Ray of Light                                             |
| 1999                                                        | Nothing Really Matters            | 93         | 1          | 15         | 6          | 48         | 38         | 7          | 1          | 26         | 7          | - UK: 128,137                                          | - UK: Ezüst                                                                                  | Ray of Light                                             |
| 1999                                                        | Beautiful Stranger                | 19         | 1          | 5          | 1          | 17         | 13         | 1          | 4          | 6          | 2          | - UK: 535,000                                          | - AUS: Arany - UK: Platina - FRA: Arany                                                      | Austin Powers: The Spy Who Shagged Me                    |
| "—" nem szerepelt listán, vagy nem jelent meg az országban. |                                   |            |            |            |            |            |            |            |            |            |            |                                                        |                                                                                              |                                                          |

### 2000-es évek
| Év                                                          | Kislemez                                                | Helyezések | Helyezések | Helyezések | Helyezések | Helyezések | Helyezések | Helyezések | Helyezések | Helyezések | Helyezések | Eladások                                                                                            | Minősítések | Album                                              |
| Év                                                          | Kislemez                                                | US         | US Dance   | AUS        | CAN        | FRA        | GER        | ITA        | SPA        | SWI        | UK         | Eladások                                                                                            | Minősítések | Album                                              |
| ----------------------------------------------------------- | ------------------------------------------------------- | ---------- | ---------- | ---------- | ---------- | ---------- | ---------- | ---------- | ---------- | ---------- | ---------- | --------------------------------------------------------------------------------------------------- | --- | -------------------------------------------------- |
| 2000                                                        | American Pie                                            | 29         | 1          | 1          | 1          | 8          | 1          | 1          | 1          | 1          | 1          | - ITA: 70,000 - SPA: 35,000 - UK: 400,000                                                           | - AUS: Arany - UK: Arany - SWI: Arany - FRA: Arany                                                                                 | The Next Best Thing: Music from the Motion Picture |
| 2000                                                        | Music                                                   | 1          | 1          | 1          | 1          | 8          | 2          | 1          | 1          | 1          | 1          | - US: 1,353,000 - UK: 510,000                                                                       | - US: Platina - AUS: 2× Platina - UK: Arany - GER: Arany - SWI: Arany - FRA: Arany                                                 | Music                                              |
| 2000                                                        | Don’t Tell Me                                           | 4          | 1          | 7          | 1          | 16         | 22         | 1          | 2          | 10         | 4          | - UK: 185,000                                                                                       | - US: Arany - AUS: Platina - UK: Ezüst - FRA: Arany                                                                                | Music                                              |
| 2001                                                        | What It Feels Like for a Girl                           | 23         | 1          | 6          | 2          | 40         | 16         | 2          | 1          | 11         | 7          | - UK: 86,771                                                                                        | - AUS: Arany | Music                                              |
| 2002                                                        | Die Another Day                                         | 8          | 1          | 5          | 1          | 15         | 4          | 1          | 1          | 1          | 3          | - US: 422,000 - UK: 175,000                                                                         | - AUS: Arany - UK: Ezüst - CAN: 2× Platina - FRA: Arany                                                                            | Die Another Day / American Life                    |
| 2003                                                        | American Life                                           | 37         | 1          | 7          | 1          | 10         | 10         | 1          | 2          | 1          | 2          | - UK: 72,260                                                                                        | - AUS: Arany - FRA: Arany | American Life                                      |
| 2003                                                        | Hollywood                                               | —          | 1          | 16         | 5          | 22         | 21         | 3          | 2          | 2          | 2          | - UK: 59,633                                                                                        | | American Life                                      |
| 2003                                                        | Me Against the Music (Britney Spears featuring Madonna) | 35         | 1          | 1          | 2          | 11         | 5          | 2          | 1          | 4          | 2          | - US: 341,000 - UK: 240,000                                                                         | - US: Arany - UK: Ezüst - AUS: Platina                                                                                             | In the Zone                                        |
| 2003                                                        | Nothing Fails                                           | —          | 1          | —          | 7          | 34         | 36         | 7          | 1          | 41         | —          | - US: 10,000                                                                                        | | American Life                                      |
| 2003                                                        | Love Profusion                                          | —          | 1          | 25         | 3          | 25         | —          | 5          | 1          | 31         | 11         | - UK: 41,025                                                                                        | | American Life                                      |
| 2005                                                        | Hung Up                                                 | 7          | 1          | 1          | 1          | 1          | 1          | 1          | 1          | 1          | 1          | - Világszerte: 5,000,000 - US: 1,400,000 - GER: 500,000 - FRA: 500,000 - ITA: 100,000 - UK: 730,000 | - US: Platina - AUS: Platina - UK: Platina - GER: 3× Arany - ITA: Platina - SPA: Arany - SWI: Arany - CAN: 2× Platina - FRA: Arany | Confessions on a Dance Floor                       |
| 2006                                                        | Sorry                                                   | 58         | 1          | 4          | —          | 5          | 5          | 1          | 1          | 4          | 1          | - US: 366,000 (digitális) - UK: 200,000                                                             | - UK: Ezüst - CAN: Platina | Confessions on a Dance Floor                       |
| 2006                                                        | Get Together                                            | —          | 1          | 13         | —          | 23         | 28         | 2          | 1          | 16         | 7          | - ITA: 10,000 - UK: 67,163                                                                          | | Confessions on a Dance Floor                       |
| 2006                                                        | Jump                                                    | —          | 1          | 29         | —          | —          | 23         | 1          | 3          | 21         | 9          | - US: 39,000 - UK: 52,038                                                                           | | Confessions on a Dance Floor                       |
| 2007                                                        | Hey You                                                 | —          | —          | —          | 57         | —          | —          | 36         | —          | 55         | 187        | | | Nem jelent meg albumon                             |
| 2008                                                        | 4 Minutes (featuring Justin Timberlake and Timbaland)   | 3          | 1          | 1          | 1          | 2          | 1          | 1          | 1          | 1          | 1          | - Világszerte: 5,000,000 - US: 3,100,000 - CAN: 143,000 - FRA: 240,000 - ITA: 77,561 - UK: 627,000  | - US: 2× Platina - AUS: Platina - UK: Platina - GER: Platina - ITA: Arany - SPA: 3× Platina                                        | Hard Candy                                         |
| 2008                                                        | Give It 2 Me                                            | 57         | 1          | 23         | 8          | 5          | 8          | 3          | 1          | 4          | 7          | - US: 316,000 - ITA: 78,863 - UK: 170,000                                                           | - UK: Ezüst | Hard Candy                                         |
| 2008                                                        | Miles Away                                              | —          | 2          | —          | 23         | 54         | 11         | 26         | 1          | 32         | 39         | | | Hard Candy                                         |
| 2009                                                        | Celebration                                             | 71         | 1          | 40         | 5          | 2          | 5          | 1          | 17         | 4          | 3          | - US: 192,000                                                                                       | - ITA: Platina | Celebration                                        |
| 2009                                                        | Revolver (featuring Lil Wayne)                          | —          | 4          | —          | 47         | 25         | —          | 16         | 39         | —          | 130        | | - ITA: Arany | Celebration                                        |
| "—" nem szerepelt listán, vagy nem jelent meg az országban. |                                                         |            |            |            |            |            |            |            |            |            |            | | |                                                    |

### 2010-es évek
| Év                                                          | Kislemez                                                   | Helyezések | Helyezések | Helyezések | Helyezések | Helyezések | Helyezések | Helyezések | Helyezések | Helyezések | Helyezések | Eladások                               | Minősítések                | Album       |
| Év                                                          | Kislemez                                                   | US         | US Dance   | AUS        | CAN        | FRA        | GER        | ITA        | SPA        | SWI        | UK         | Eladások                               | Minősítések                | Album       |
| ----------------------------------------------------------- | ---------------------------------------------------------- | ---------- | ---------- | ---------- | ---------- | ---------- | ---------- | ---------- | ---------- | ---------- | ---------- | -------------------------------------- | -------------------------- | ----------- |
| 2012                                                        | Give Me All Your Luvin’ (featuring Nicki Minaj and M.I.A.) | 10         | 1          | 25         | 1          | 3          | 8          | 2          | 2          | 6          | 37         | - FRA: 29,816 - UK: 43,750             | - US: Arany - ITA: Platina | MDNA        |
| 2012                                                        | Girl Gone Wild                                             | —          | 1          | 93         | 42         | 13         | —          | 4          | 7          | 29         | 73         | - US: 22,000 - UK: 3,557               | - ITA: Platina             | MDNA        |
| 2012                                                        | Masterpiece                                                | —          | —          | —          | —          | —          | —          | —          | —          | —          | 68         |                                        |                            | MDNA        |
| 2012                                                        | Turn Up the Radio                                          | —          | 1          | —          | —          | —          | —          | 58         | 30         | —          | 175        |                                        |                            | MDNA        |
| 2014                                                        | Living for Love                                            | —          | 1          | 157        | 92         | 50         | 40         | 30         | 21         | 49         | 26         | - US: 41,000 - FRA: 7,000 - UK: 17,936 | - ITA: Arany               | Rebel Heart |
| 2015                                                        | Ghosttown                                                  | —          | 1          | —          | —          | 34         | 34         | 20         | 41         | 39         | 117        |                                        | - ITA: Platina             | Rebel Heart |
| 2015                                                        | Bitch I’m Madonna (featuring Nicki Minaj)                  | 84         | 1          | —          | 58         | 90         | —          | —          | 49         | —          | —          | - US: 51,000                           |                            | Rebel Heart |
| 2015                                                        | Hold Tight                                                 | —          | —          | —          | —          | 92         | —          | —          | —          | —          | —          |                                        |                            | Rebel Heart |
| 2019                                                        | Medellín (with Maluma)                                     | —          | 1          | —          | —          | —          | —          | 37         | 67         | 69         | 87         | - US: 5,000                            | - ITA: Arany               | Madame X    |
| 2019                                                        | Crave (with Swae Lee)                                      | —          | 1          | —          | —          | —          | —          | —          | —          | —          | —          |                                        |                            | Madame X    |
| 2019                                                        | I Rise                                                     | —          | 1          | —          | —          | —          | —          | —          | —          | —          | —          |                                        |                            | Madame X    |
| "—" nem szerepelt listán, vagy nem jelent meg az országban. |                                                            |            |            |            |            |            |            |            |            |            |            |                                        |                            |             |

### 2020-as évek
| Év                                                          | Kislemez                                                                              | Helyezések | Helyezések | Helyezések | Helyezések | Helyezések | Helyezések | Helyezések | Helyezések | Helyezések | Helyezések | Eladások    | Minősítések                                                                                           | Album                   |
| Év                                                          | Kislemez                                                                              | US         | US D/E     | AUS        | CAN        | FRA        | GER        | ITA        | SPA        | SWI        | UK         | Eladások    | Minősítések                                                                                           | Album                   |
| ----------------------------------------------------------- | ------------------------------------------------------------------------------------- | ---------- | ---------- | ---------- | ---------- | ---------- | ---------- | ---------- | ---------- | ---------- | ---------- | ----------- | --- | ----------------------- |
| 2020                                                        | I Don’t Search I Find                                                                 | —          | 30         | —          | —          | —          | —          | —          | —          | —          | —          |             | | Madame X                |
| 2020                                                        | Levitating (The Blessed Madonna remix) (Dua Lipa featuring Madonna and Missy Elliott) | —          | 6          | 35         | —          | —          | —          | 47         | 71         | —          | —          | - US: 7,000 | | Club Future Nostalgia   |
| 2021                                                        | Frozen (Sickick remix)                                                                | —          | 10         | —          | —          | 64         | —          | —          | —          | —          | —          | - US: 1,800 | - FRA: Arany                                                                                          | Nem jelent meg albumon  |
| 2022                                                        | Break My Soul (The Queens remix) (with Beyoncé)                                       | —          | —          | —          | —          | —          | —          | —          | —          | —          | —          |             | | Nem jelent meg albumon  |
| 2022                                                        | Back That Up to the Beat (Demó)                                                       | —          | —          | —          | —          | —          | —          | —          | —          | —          | —          |             | | Nem jelent meg albumon  |
| 2023                                                        | Popular (with the Weeknd featuring Playboi Carti)                                     | 43         | —          | 8          | 10         | 77         | 21         | 96         | —          | 11         | 10         | - US: 4,000 | - US: Platina - AUS: 3× Platina - FRA: Platina - GER: Arany - ITA: Platina - SPA: Arany - UK: Platina | The Highlights (Deluxe) |
| 2023                                                        | Vulgar (with Sam Smith)                                                               | —          | 11         | —          | —          | —          | —          | —          | —          | —          | 69         | - US: 3,000 | | Nem jelent meg albumon  |
| "—" nem szerepelt listán, vagy nem jelent meg az országban. |                                                                                       |            |            |            |            |            |            |            |            |            |            |             | |                         |

## Promóciós munkák
| Év                                                          | Kislemez                                       | Helyezések | Helyezések   | Helyezések       | Helyezések | Helyezések | Helyezések | Helyezések | Helyezések      | Helyezések | Helyezések | Album                                         |
| Év                                                          | Kislemez                                       | US Dance   | US D/E Sales | US Latin Digital | AUS Dance  | FRA Down.  | GER Down.  | HUN        | KOR Inter Down. | SCO        | UK Down.   | Album                                         |
| ----------------------------------------------------------- | ---------------------------------------------- | ---------- | ------------ | ---------------- | ---------- | ---------- | ---------- | ---------- | --------------- | ---------- | ---------- | --------------------------------------------- |
| 1985                                                        | Over and Over                                  | —          | —            | —                | —          | —          | —          | —          | —               | —          | —          | Like a Virgin                                 |
| 1986                                                        | Where’s the Party                              | —          | —            | —                | —          | —          | —          | —          | —               | —          | —          | True Blue                                     |
| 1987                                                        | You Can Dance (LP Cuts)                        | 1          | —            | —                | —          | —          | —          | —          | —               | —          | —          | You Can Dance                                 |
| 1990                                                        | Pray for Spanish Eyes                          | —          | —            | —                | —          | —          | —          | —          | —               | —          | —          | Like a Prayer                                 |
| 1992                                                        | Erotic                                         | —          | —            | —                | —          | —          | —          | —          | —               | —          | —          | Nem jelent meg albumon promóciós kislemezként |
| 1995                                                        | I Want You (with Massive Attack)               | —          | —            | —                | —          | —          | —          | —          | —               | —          | —          | Something to Remember                         |
| 1997                                                        | Buenos Aires (Remix)                           | 3          | —            | —                | —          | —          | —          | —          | —               | —          | —          | Evita                                         |
| 1998                                                        | Sky Fits Heaven                                | 41         | —            | —                | —          | —          | —          | —          | —               | —          | —          | Ray of Light                                  |
| 2000                                                        | Skin                                           | —          | —            | —                | —          | —          | —          | —          | —               | —          | —          | Ray of Light                                  |
| 2000                                                        | Amazing                                        | —          | —            | —                | —          | —          | —          | —          | —               | —          | —          | Music                                         |
| 2001                                                        | Impressive Instant                             | 1          | —            | —                | —          | —          | —          | —          | —               | —          | —          | Music                                         |
| 2001                                                        | GHV2 Megamix                                   | 5          | —            | —                | —          | —          | —          | —          | —               | —          | —          | GHV2                                          |
| 2003                                                        | Into the Hollywood Groove (with Missy Elliott) | —          | —            | —                | —          | —          | —          | —          | —               | —          | —          | Remixed & Revisited                           |
| 2003                                                        | Nobody Knows Me                                | 4          | —            | —                | 49         | —          | —          | —          | —               | —          | —          | American Life                                 |
| 2005                                                        | Imagine (Live)                                 | —          | —            | —                | —          | —          | —          | —          | —               | —          | —          | Nem jelent meg albumon promóciós kislemezként |
| 2005                                                        | Mother and Father                              | 9          | —            | —                | —          | —          | —          | —          | —               | —          | —          | American Life                                 |
| 2012                                                        | Broken                                         | —          | —            | —                | —          | —          | —          | —          | —               | —          | —          | Nem jelent meg albumon promóciós kislemezként |
| 2012                                                        | Love Spent                                     | —          | —            | —                | —          | —          | —          | —          | 157             | —          | —          | MDNA                                          |
| 2012                                                        | Superstar                                      | —          | —            | —                | —          | —          | —          | —          | 150             | —          | —          | MDNA                                          |
| 2019                                                        | Future (with Quavo)                            | —          | —            | —                | —          | 16         | 24         | 30         | —               | 50         | 33         | Madame X                                      |
| 2019                                                        | Dark Ballet                                    | —          | —            | —                | —          | —          | —          | —          | —               | —          | 83         | Madame X                                      |
| 2022                                                        | Material Gworllllllll! (with Saucy Santana)    | —          | —            | —                | —          | —          | —          | —          | —               | —          | 69         | Nem jelent meg albumon promóciós kislemezként |
| 2022                                                        | Hung Up on Tokischa (featuring Tokischa)       | —          | 12           | 8                | —          | —          | —          | —          | —               | —          | 55         | Nem jelent meg albumon promóciós kislemezként |
| 2025                                                        | Skin (The Collaboration Remix Edit)            | —          | —            | —                | —          | —          | —          | —          | —               | —          | —          | Veronica Electronica                          |
| 2025                                                        | Gone Gone Gone (Eredeti Demó Verzió)           | —          | —            | —                | —          | —          | —          | —          | —               | —          | 72         | Veronica Electronica                          |
| "—" nem szerepelt listán, vagy nem jelent meg az országban. |                                                |            |              |                  |            |            |            |            |                 |            |            |                                               |

## Egyéb slágerlistás dalok
| Év                                                          | Kislemez                                              | Helyezések | Helyezések | Helyezések   | Helyezések | Helyezések | Helyezések | Helyezések | Helyezések      | Helyezések | Helyezések | Album                    |
| Év                                                          | Kislemez                                              | US Holiday | US Bub.    | US D/E Sales | CAN        | FIN Down.  | FRA        | ITA        | KOR Inter Down. | POR        | UK         | Album                    |
| ----------------------------------------------------------- | ----------------------------------------------------- | ---------- | ---------- | ------------ | ---------- | ---------- | ---------- | ---------- | --------------- | ---------- | ---------- | ------------------------ |
| 1987                                                        | Santa Baby                                            | 44         | —          | —            | —          | —          | —          | —          | —               | —          | —          | A Very Special Christmas |
| 2008                                                        | Candy Shop                                            | —          | —          | —            | —          | 21         | —          | —          | —               | —          | —          | Hard Candy               |
| 2008                                                        | She’s Not Me                                          | —          | —          | —            | —          | 17         | —          | —          | —               | —          | —          | Hard Candy               |
| 2008                                                        | Beat Goes On (featuring Kanye West)                   | —          | —          | —            | 82         | 12         | —          | —          | —               | —          | 189        | Hard Candy               |
| 2009                                                        | It’s So Cool                                          | —          | —          | —            | —          | 8          | —          | 20         | —               | —          | 107        | Celebration              |
| 2012                                                        | Gang Bang                                             | —          | —          | 30           | —          | —          | 93         | —          | 103             | —          | —          | MDNA                     |
| 2012                                                        | I Don't Give A (featuring Nicki Minaj)                | —          | —          | —            | —          | —          | —          | —          | 126             | —          | —          | MDNA                     |
| 2012                                                        | I'm Addicted                                          | —          | —          | —            | —          | —          | —          | —          | 134             | —          | —          | MDNA                     |
| 2012                                                        | Some Girls                                            | —          | —          | —            | —          | —          | —          | —          | 154             | —          | —          | MDNA                     |
| 2012                                                        | Beautiful Killer                                      | —          | —          | —            | —          | —          | —          | —          | 163             | —          | —          | MDNA                     |
| 2012                                                        | I'm a Sinner                                          | —          | —          | —            | —          | —          | —          | —          | 175             | —          | —          | MDNA                     |
| 2012                                                        | Falling Free                                          | —          | —          | —            | —          | —          | —          | —          | 181             | —          | —          | MDNA                     |
| 2012                                                        | I Fucked Up                                           | —          | —          | —            | —          | —          | —          | —          | 186             | —          | —          | MDNA                     |
| 2012                                                        | B-Day Song (featuring M.I.A.)                         | —          | —          | —            | —          | —          | —          | —          | 187             | —          | —          | MDNA                     |
| 2012                                                        | Best Friend                                           | —          | —          | —            | —          | —          | —          | —          | 193             | —          | —          | MDNA                     |
| 2014                                                        | Devil Pray                                            | —          | —          | —            | —          | 16         | 62         | 43         | —               | —          | —          | Rebel Heart              |
| 2014                                                        | Unapologetic Bitch                                    | —          | —          | 14           | —          | 19         | 91         | —          | —               | —          | —          | Rebel Heart              |
| 2014                                                        | Illuminati                                            | —          | —          | 16           | —          | 20         | 92         | —          | —               | —          | —          | Rebel Heart              |
| 2015                                                        | Joan of Arc                                           | —          | —          | —            | —          | —          | 76         | —          | —               | —          | —          | Rebel Heart              |
| 2015                                                        | Iconic (featuring Chance the Rapper and Mike Tyson)   | —          | —          | —            | —          | 30         | 114        | —          | —               | —          | —          | Rebel Heart              |
| 2018                                                        | Champagne Rosé (Quavo featuring Madonna and Cardi B)  | —          | 20         | —            | —          | —          | —          | —          | —               | —          | —          | Quavo Huncho             |
| 2019                                                        | Faz Gostoso (featuring Anitta)                        | —          | —          | —            | —          | —          | —          | —          | —               | 53         | —          | Madame X                 |
| 2023                                                        | Sorry (Remix) (with Blond:ish, Eran Hersh and Darmon) | —          | —          | 39           | —          | —          | —          | —          | —               | —          | —          | Nem jelent meg albumon   |
| "—" nem szerepelt listán, vagy nem jelent meg az országban. |                                                       |            |            |              |            |            |            |            |                 |            |            |                          |

## Videóklipek

### 1980-as évek
| Év   | Videóklip         | Album           | Rendező(k)                         | Hossz | Leírás | Ref.            |
| ---- | ----------------- | --------------- | ---------------------------------- | ----- | --- | --------------- |
| 1982 | Everybody         | Madonna         | Ed Steinberg                       | 4:57  | Egy házon belüli videó, amelyben Madonna egy neonfényű háttér előtt énekel a táncosokkal. | [ 315 ] [ 316 ] |
| 1983 | Burning Up        | Madonna         | Steve Barron                       | 3:45  | A videó Madonnát ábrázolja egy fehér ruhában, ahogy az úton vonaglik, közben a dalt énekli a szeretőjének, aki autót vezet. | [ 315 ] [ 317 ] |
| 1984 | Holiday           | Madonna         | Ismeretlen                         | 3:56  | A videóban Madonna 1984-es Solid Gold-on fellépő felvétele látható. | [ 318 ] [ 319 ] |
| 1984 | Lucky Star        | Madonna         | Arthur Pierson                     | 5:37  | Madonna fehér háttér előtt táncol a videóban, két táncos mellett. Egyikük a testvére, Christopher Ciccone. A videónak 2 változata van. Egy 4 és egy 5 perces változat. | [ 315 ] [ 320 ] |
| 1984 | Borderline        | Madonna         | Mary Lambert                       | 5:18  | A videóban Madonna az utcán táncol, amikor egy fotós a szemébe néz. Elhagyja a barátját, és a fotóssal tart. Miután véletlenül lefényképezte a fotós autóját, kiabálni kezd, majd visszatér a barátjához.                                                                         | [ 315 ] [ 321 ] |
| 1984 | Like a Virgin     | Like a Virgin   | Mary Lambert                       | 3:38  | A videóban Madonna Velence utcáin látható fehér márványoszlopokon, fehér menyasszonyi ruhában. A klipben egy oroszlán, és egy oroszlán maszkot viselő férfi is megjelenik. A videónak van egy alternatív szerkesztése is, kisebb változtatásokkal.                                | [ 315 ] [ 322 ] |
| 1985 | Material Girl     | Like a Virgin   | Mary Lambert                       | 4:01  | A klipben Madonna rózsaszín ujjatlan ruhában látható, miközben férfiak veszik körül. | [ 315 ] [ 323 ] |
| 1985 | Crazy for You     | Vision Quest    | Harold Becker                      | 4:04  | A videó a Vision Quest című filmből származik. | [ 315 ] [ 324 ] |
| 1985 | Angel             | Like a Virgin   | Warner Bros. Records (összeállító) | 2:31  | A videóklip a Burning Up, a Borderline, a Lucky Star, a Like a Virgin és a Material Girl című dalok videóklipjeiből áll. | [ 325 ]         |
| 1985 | Into the Groove   | Like a Virgin   | Susan Seidelman                    | 4:44  | A klip a Kétségbeesve keresem Susant című film jeleneteiből áll. | [ 315 ]         |
| 1985 | Dress You Up      | Like a Virgin   | Daniel Kleinman                    | 4:43  | A Detroitban forgatott Madonna Live: The Virgin Tour című kiadvány népszerűsítése érdekében a dal előadásából videóklip készült. | [ 326 ]         |
| 1985 | Gambler           | Vision Quest    | Harold Becker                      | 3:54  | A videó a Vision Quest című filmből származik. | [ 315 ] [ 324 ] |
| 1986 | Live to Tell      | True Blue       | James Foley                        | 5:51  | A klip Madonna új stílusát ábrázolja: vállig érő hullámos és aranyszőke haj. A videó közben a Lőtávolban című film jelenetei is láthatóak. | [ 327 ] [ 328 ] |
| 1986 | Papa Don’t Preach | True Blue       | James Foley                        | 4:29  | Ebben a videóban Madonnát gamine kinézetben láthatjuk, aki elmondja az apjának a terhességét. A klipben fekete melltartóval jelenik meg az énekesnő. | [ 327 ] [ 329 ] |
| 1986 | True Blue         | True Blue       | James Foley                        | 4:19  | A videóban Madonna rövid, szőke bozontos hajjal jelenik meg, egy kék színű étkezőben a táncosokkal, és egy 1950-es évekbeli autóval, amelyet ő vezet. | [ 327 ] [ 330 ] |
| 1986 | Open Your Heart   | True Blue       | Jean-Baptiste Mondino              | 4:13  | A videó Liza Minnelli és Marlene Dietrich színésznők előtt tiszteleg, amelyben Madonna egy egzotikus táncost alakít egy klubban, ahol összebarátkozik egy kisfiúval, majd később távozik onnan.                                                                                   | [ 331 ] [ 332 ] |
| 1987 | La Isla Bonita    | True Blue       | Mary Lambert                       | 4:02  | Madonna egy spanyol barrioban élő nőt alakít. Két karaktert ábrázol: egy fiúsan öltözött katolikus nőt, és egy Flamenco táncost. A videóban megjelenik a spanyol kultúra, és a vallásos szimbolizmus.                                                                             | [ 333 ]         |
| 1987 | Who’s That Girl   | Who’s That Girl | Peter Rosenthal                    | 3:58  | A videóban Madonna spanyol stílusú ruhákban jelenik meg, fiatal hölgyként. A klip a Ki ez a lány? című film jeleneteit is tartalmazza. | [ 334 ]         |
| 1987 | The Look of Love  | Who’s That Girl | James Foley                        | 3:49  | A videóklip a Ki ez a lány? című film jeleneteiből áll. | [ 335 ]         |
| 1989 | Like a Prayer     | Like a Prayer   | Mary Lambert                       | 5:19  | A videó Madonnát ábrázolja amint tanúja lesz egy gyilkosságnak, és egy templomban imádkozik. A klipben különböző jelenetek vannak: Madonna megcsókol egy fekete papot, gyengén öltözve táncol a keresztek előtt. Végül sikerül megmentenie a férfit, akit gyilkossággal vádolnak. | [ 336 ] [ 337 ] |
| 1989 | Express Yourself  | Like a Prayer   | David Fincher                      | 4:39  | A klip Madonnát egy vállalat vezetőjeként, később pedig elbűvölő hölgyként, majd leláncolt mazochistaként ábrázolja. A videó a legdrágább volt megjelenése idején, költsége 5 millió dollárt tett ki.                                                                             | [ 338 ]         |
| 1989 | Cherish           | Like a Prayer   | Herb Ritts                         | 5:03  | Egy fekete-fehér videó, amelyben Madonna a tengerparton játszik férfisellőkkel, és egy gyermeksellővel. Végül beleszeret az egyik mermenbe. | [ 339 ]         |
| 1989 | Oh Father         | Like a Prayer   | David Fincher                      | 4:57  | A fekete-fehér videó egy fiatal anya halál jelenetéről, és a férje és a lánya közötti viharos kapcsolatról szól. A videó Madonna azon kísérlete volt, hogy feldolgozza édesanyja halálát. A videónak vannak cenzúrázott és cenzúrázatlan verziói is.                              | [ 340 ]         |
| 1989 | Dear Jessie       | Like a Prayer   | Derek Hayes                        | 4:36  | Egy animációs videó, amelyben Madonna animált tündérként szerepel. Madonna nem szerepel a videóban. A videót csak az Egyesült Államokon kívül, korlátozott területeken adták ki.                                                                                                  | [ 325 ]         |

### 1990-es évek
| Év   | Videóklip                         | Album                                 | Rendező(k)            | Hossz | Leírás | Ref.                    |
| ---- | --------------------------------- | ------------------------------------- | --------------------- | ----- | --- | ----------------------- |
| 1990 | Vogue                             | I’m Breathless                        | David Fincher         | 4:50  | Fekete-fehér videó, amely újra felidézi a régi elbűvölő hollywoodi látványt, a férfiak öltönyében és Madonna ruhájában. Valamint megjeleníti a divatos táncformákat is. | [ 341 ] [ 342 ]         |
| 1990 | Justify My Love                   | The Immaculate Collection             | Jean-Baptiste Mondino | 4:59  | Fekete-fehér videó, amelyben Madonna egy szállodai szobában van, hogy kielégítse szexuális vágyait. A videónak vannak cenzúrázott és cenzúrátlan változatai is, amely a szadomazochizmus, a kukkolás, és a biszexualitás jeleneteit is ábrázolják.                                                                                   | [ 343 ]                 |
| 1992 | This Used to Be My Playground     | Nem jelent meg albumon                | Alek Keshishian       | 5:08  | A videó egy végigjátszás, ahogy Madonna a régi időkről énekel, miközben egy fotóalbumot lapozgat, amely a közben éneklő Madonna mozgó képeit tartalmazza, valamint megjelenik benne a Micsoda csapat! című film is. | [ 344 ]                 |
| 1992 | Erotica                           | Erotica                               | Fabien Baron          | 5:20  | Madonna maszkos dominatrixként jelenik meg a klipben, arany foggal és ostorral. A videóban szexuális képek láthatók, amelyek az énekesnő Sex című könyvének fotózásai során készültek. Céljuk, hogy sokkolják a közönséget. A videónak vannak cenzúrázott és cenzúrázatlan változatai is.                                            | [ 345 ]                 |
| 1992 | Deeper and Deeper                 | Erotica                               | Bobby Woods           | 5:33  | A klipben Madonna Edie Sedgwick-et alakítja, egy diszkóba megy, ahol fotográfusaival és barátaival, egy férfi táncát nézi meg, akin csak egy fehérnemű van. A videónak vannak cenzúrázott és cenzúrázatlan változatai is. | [ 346 ]                 |
| 1993 | Bad Girl                          | Erotica                               | David Fincher         | 5:23  | A klip egy meggyilkolt Madonna képeivel kezdődik és fejeződik be, aki miután zilált szexuális életet élt, csatlakozik elhunyt szeretőjéhez és védőangyalához Christopher Walkenhez. A videónak vannak cenzúrázott és cenzúrázatlan verziói is.                                                                                       | [ 347 ]                 |
| 1993 | Fever                             | Erotica                               | Stéphane Sednaoui     | 5:00  | A videóban Madonna balinéz bálványként jelenik meg, vörös hajjal, egy másik felvételen pedig ezüstre festve. Egy tangát viselő férfi jeleneteivel tarkítva, testét aranyszínűre festették. A videóban az Edit One remix hallható, az eredeti albumverzió helyett.                                                                    | [ 348 ]                 |
| 1993 | Rain                              | Erotica                               | Mark Romanek          | 5:24  | A stúdióban felvett dalban Madonna rövid, fekete hajjal jelenik meg. Megcsókol egy férfit egy ablaktábla mögött, amelyre víz hullik. | [ 349 ] [ 350 ]         |
| 1994 | I’ll Remember                     | With Honors                           | Alek Keshishian       | 4:23  | Madonna egy stilizált felvételi stúdióban énekli a dalt, miközben a Tanulj, tinó! című film jelenetei is láthatóak. | [ 351 ]                 |
| 1994 | Secret                            | Bedtime Stories                       | Melodie McDaniel      | 5:04  | A fekete-fehér videóban Madonna blues énekesként énekel egy klubban. Később az újjászületés transzvesztitái, és a kárhozat jelenetei keresztezik az útját, ahogy az utcán sétál az otthona felé. | [ 352 ]                 |
| 1994 | Take a Bow                        | Bedtime Stories                       | Michael Haussman      | 5:21  | A klipben Madonna egy spanyol torreádor szeretőjét alakítja. Viszonyuk véget ér, miután Madonnát bántalmazza a harcos. A videóban vallási képek is megjelennek. | [ 353 ]                 |
| 1995 | Bedtime Story                     | Bedtime Stories                       | Mark Romanek          | 4:53  | A klip egyfajta szürrealista álomszekvenciának is tekinthető, amely valamiféle Madonnán végzett ellenőrzött kísérletből származik. Madonna kék űrhajószerű helyiségben jelenik meg benne. Előállítási költsége 5 millió dollár volt.                                                                                                 | [ 354 ] [ 355 ] [ 356 ] |
| 1995 | Human Nature                      | Bedtime Stories                       | Jean-Baptiste Mondino | 4:54  | A klipben Madonna és a táncosok fehér háttér előtt, fekete PVC macskaruhában, jól koreografált, szadomazochista ihletésű táncokat adnak elő. A videóban Madonna haja gyönyörű bőrszalagokkal van befonva. | [ 354 ]                 |
| 1995 | I Want You (with Massive Attack)  | Something to Remember                 | Earle Sebastian       | 6:23  | A nagyon lassú fekete-fehér videóban Madonna egy lakásban és egy ágyon van, vágyakozva bárki után. | [ 354 ]                 |
| 1995 | You’ll See / Veras                | Something to Remember                 | Michael Haussman      | 4:39  | A videó a Take a Bow című klip folytatása. Madonna elhagyja a torreádort, azonban az továbbra is üldözi őt. Végül megszabadul tőle. Elkészült a dal spanyol változata is, amely a Verás címet kapta. Nagyjából ugyanazt a felvételt használja, de hozzáadja Madonna jeleneteit, amint a dalnak ezt a verzióját rögzíti a stúdióban.  | [ 353 ] [ 357 ]         |
| 1996 | Love Don’t Live Here Anymore      | Something to Remember                 | Jean-Baptiste Mondino | 5:08  | A klipben Madonna egy elhagyatott szálloda üres lakosztályában van. | [ 358 ]                 |
| 1996 | You Must Love Me                  | Evita                                 | Alan Parker           | 3:09  | A videó Madonna terhessége alatt készült, amelyben egy zongora takarja el a gyomrát. A klipben az Evita című film jelenetei is láthatóak. | [ 324 ]                 |
| 1996 | Don’t Cry for Me Argentina        | Evita                                 | Alan Parker           | 5:30  | A videóklip az Evita című film jeleneteiből áll. | [ 359 ]                 |
| 1998 | Frozen                            | Ray of Light                          | Chris Cunningham      | 6:12  | A teljesen kék színű videót a Mojave-sivatag közepén forgatták. Madonna hosszú fekete hajjal talpig feketébe öltözve jelenik meg benne, a kezén mehndivel. Egy misztikus lényt, és egy boszorkányszerű személyiséget ábrázol, aki időnként kutyává, időnként pedig madárrá változik, néha pedig a föld körül lebeg.                  | [ 360 ]                 |
| 1998 | Ray of Light                      | Ray of Light                          | Jonas Åkerlund        | 5:21  | Gyors mozgású videó, amely a hétköznapi emberek napi rutinját mutatja be. Az énekes szerint a klip a föld életének egy napját ábrázolja, amely azt jelképezi, hogy nagy sebességgel közeledünk az ezredforduló felé. Madonna alkalmi farmerben, és aranyszínű hullámos hajjal jelenik meg benne. A videó egy táncparketten végződik. | [ 353 ] [ 361 ]         |
| 1998 | Drowned World/Substitute for Love | Ray of Light                          | Walter Stern          | 5:09  | A videóban Madonna egy autóban menekül a paparazzik elől. Ez a jelenet azokra az esetekre emlékeztet, amelyek Diána walesi hercegné halálához vezettek. Miután hazaért, a kislányát a karjába veszi. | [ 347 ]                 |
| 1998 | The Power of Good-Bye             | Ray of Light                          | Matthew Rolston       | 4:10  | Madonna sakkozik a szeretőjével, és Madonna nyer. Végül az énekes tönkreteszi a sakktáblát, ami kapcsolatuk végét jelképezi. Miután a kedvese megdorgálja, kimegy a tengerpartra, ahol valószínűleg öngyilkosságot kísérel meg. A videónak van egy alternatív változata is.                                                          | [ 362 ]                 |
| 1999 | Nothing Really Matters            | Ray of Light                          | Johan Renck           | 4:27  | Japán témájú videó, amely Madonnát gésaként mutatja be, vörös kimonóban, valamint fehér színű svéd ázsiai örökségű butoh táncmozdulatokkal. | [ 363 ]                 |
| 1999 | Beautiful Stranger                | Austin Powers: The Spy Who Shagged Me | Brett Ratner          | 4:22  | A KicsiKÉM – Austin Powers 2. című film betétdalának videójában Madonna egy klubban táncol, és Mike Myers színész Austin Powersként megpróbálja őt elcsábítani, terve azonban visszafelé sül el. | [ 364 ]                 |

### 2000-es évek
| Év   | Videóklip                                               | Album                        | Rendező(k)                         | Hossz | Leírás | Ref.            |
| ---- | ------------------------------------------------------- | ---------------------------- | ---------------------------------- | ----- | --- | --------------- |
| 2000 | American Pie                                            | The Next Best Thing          | Philipp Stölzl                     | 4:33  | Madonna a dalt az Egyesült Államok óriási zászlója előtt énekli, az amerikai életre jellemző jelenetekkel együtt. Megjelenik benne Rupert Everett színész is. A videónak van egy változata A második legjobb dolog című film jeleneteivel, és egy filmfelvétel nélküli verzióval. | [ 365 ] [ 366 ] |
| 2000 | Music                                                   | Music                        | Jonas Åkerlund                     | 3:44  | A klipben Madonna nagyrészt egy limuzinban utazik és az út során embereket szed össze. A sofőrt Sacha Baron Cohen játssza, aki odáig van hogy Madonna sofőrje lehet. Az út során betérnek egy diszkóba és egy sztriptízbárba, ahonnan Madonna elvisz egy rakás sztriptíztáncost. Mindemellett a videó egy animált Madonnát is bemutat, szuperhősként. | [ 367 ]         |
| 2000 | Don’t Tell Me                                           | Music                        | Jean-Baptiste Mondino              | 4:40  | A videóban Madonna egy futószalagon sétál egy videó képernyője előtt, ahol cowboyok táncolnak, akik a videó vége felé csatlakoznak Madonnához a képernyő előtt. | [ 368 ]         |
| 2001 | What It Feels Like for a Girl                           | Music                        | Guy Ritchie                        | 4:43  | A klipben Madonna egy idős nővel kocsikázik, miközben baleseteket hajt végre. Ezek során sokkolóval kirabol egy férfit egy bankautomatánál, jégkorongozó fiatalok közé hajt, miközben rendőrök üldözik, majd a saját kocsiját egy benzinkútnál hagyva elköt egy másik autót és még a kocsi tulajdonosát is elüti. Madonna egy vihargyújtót dob a szivárgó benzinre, ezzel felgyújtva a benzinkutat, végül egy oszlopnak hajtva összetöri az autót. | [ 369 ]         |
| 2002 | Die Another Day                                         | Die Another Day              | Traktor                            | 4:38  | A videó egy legyőzött Madonnát mutat be, akit egy gázkamrába vittek, valamint egy fekete és egy fehér ruhás Madonna kardharc jeleneteit ábrázolja. Madonna végül megmenekül a kivégzéstől. Előállítási költsége körülbelül 6 millió dollár volt. | [ 370 ]         |
| 2003 | American Life                                           | American Life                | Jonas Åkerlund                     | 4:57  | A dalhoz két különböző videóklipet forgattak. Az eredeti videó Madonnát katonai ruhákba öltözött modellek között jelenítette meg egy divatbemutatón. A kifutópályán felvételek láthatóak a robbanásokról, valamint a bombákat dobó gépekről. A videó eredeti változata azzal végződik, hogy Madonna kétségbeesetten kihajt a kifutópályáról, a közönség felé, és egy kézigránátnak tűnő tárgyat dob George W. Bush ölébe. A cenzúrázatlan videónak van egy alternatív befejezése is, amikor Madonna a kézigránátot hátradobja, az pedig a kifutóra zuhan. A képernyőn lévő Madonna befogja a füleit, miközben a gránát erősödő kattogásokkal egyre közelebb kerül a robbanáshoz. Az akkori politikai helyzet miatt Madonna azonban úgy döntött, hogy lemondja a premiert, és elkészítette a videó átszerkesztett változatát, amelyben a világ zászlói előtt énekel. | [ 371 ] [ 372 ] |
| 2003 | Hollywood                                               | American Life                | Jean-Baptiste Mondino              | 4:24  | A klipben Madonna Hollywood korábbi színésznőit, valamint az elbűvölő élet forradalmát ábrázolja. | [ 373 ]         |
| 2003 | Me Against the Music (Britney Spears featuring Madonna) | In the Zone                  | Paul Hunter                        | 3:43  | A klip egyfajta macska-egér hajsza; Britney Spears és Madonna egy klubban jelennek meg, Britney feketében, Madonna pedig fehérben. A videó végén Spears utoléri Madonnát. A videó két remix verzióját csak promóciós célokra használták fel. | [ 374 ]         |
| 2004 | Love Profusion                                          | American Life                | Luc Besson                         | 3:37  | Madonna az égen és a vízen sétál, tündérek, halak, virágok és felhők körül. | [ 375 ]         |
| 2005 | Hung Up                                                 | Confessions on a Dance Floor | Johan Renck                        | 5:37  | Madonna a saját zenéjére táncol egy táncstúdióban, rózsaszín dresszben. A dal egy boombox rádióból szól és egy ugyanilyen rádió van Madonna táncosainál egy utca sarkánál. A táncosok beszállnak egy kocsiba, ami egy buli helyszínére viszi őket, majd felszállnak egy metróra. Madonna idővel befejezi a táncolást és elindul a bulira. A buliban Madonna táncolás közben erotikus mozdulatokat tesz a rádión ülve, majd beáll táncolni. A videó végén Madonna a táncterem padlóján fekszik kimerülten. | [ 376 ]         |
| 2006 | Sorry                                                   | Confessions on a Dance Floor | Jamie King                         | 4:43  | A klip a Hung Up folytatása. Madonna a táncosaival kijön a táncstúdióból és a férfi táncosokat hátrahagyva beszállnak egy kisbuszba. Az út során átöltöznek és embereket rángatnak be a buszba, majd Madonna a többiekkel együtt ketrec harcolni készül. A harc után mindenki görkoriban táncol majd visszaszállnak a buszba. Madonna a Hung Up-ban használt rádiót az út szélén hagyja. A klipet megszakítják egy lila dresszt viselő, neon háttér előtt táncoló Madonna felvételei. | [ 377 ]         |
| 2006 | Get Together                                            | Confessions on a Dance Floor | Logan                              | 5:31  | Az európai videóban Madonna a kitörő vulkánok, és a városképet ábrázoló grafikus ábrák között énekli a dalt, a másik változatban Madonna hasonló koreográfiával táncol és énekel vizuális effektusokkal körítve, közben New York épületeinek sziluettjei látszódnak. | [ 378 ] [ 379 ] |
| 2006 | Jump                                                    | Confessions on a Dance Floor | Jonas Åkerlund                     | 3:59  | A videóban Madonna egy szőke bob parókában jelenik meg, és több neonjel előtt énekli a dalt. A videóban a fizikai fegyelem parkourját végző táncosok is szerepelnek. | [ 248 ]         |
| 2007 | Hey You                                                 | Nem jelent meg albumon       | Johan Söderberg & Marcus Lindkvist | 4:33  | A videóban pusztító képek láthatóak az éghajlatváltozás által sújtott, lakóhelyüket elhagyni kényszerült emberekről, akik cselekvésre ösztönöznek. Először Madonna Live Earth-fellépésének háttérképernyőjén jelent meg, majd később felkerült az énekesnő YouTube-oldalára is. | [ 380 ]         |
| 2008 | 4 Minutes (featuring Justin Timberlake and Timbaland)   | Hard Candy                   | Jonas & Francois                   | 4:04  | Madonna és Timberlake énekelnek és egy óriási fekete képernyő elől menekülnek, amely mindent felemészt az útjában. A videó végén Madonnát és Timberlake-et elnyeli a képernyő. | [ 381 ]         |
| 2008 | Give It 2 Me                                            | Hard Candy                   | Tom Munro Nathan Rissman           | 4:48  | A retró-sminkben lévő Madonna egy fotóstúdióban táncol, különféle ruhadarabokban. A klipben Pharrell Williams is megjelenik. | [ 382 ]         |
| 2009 | Miles Away                                              | Hard Candy                   | Nathan Rissman                     | 4:49  | A klip a Sticky & Sweet Tour élő felvétele Buenos Aires-ben, többnyire a rajongók és a stadion előtt, valamint a show alatt. Madonna akusztikus gitárral, fekete ruhában, melegítőnadrágban, és magas sarkú, fűzős csizmában a mikrofon előtt állva adja elő a dalt. Eredetileg nem jelent meg, de végül felkerült a Celebration: The Video Collection című DVD kiadásra. | [ 383 ]         |
| 2009 | Celebration                                             | Celebration                  | Jonas Åkerlund                     | 3:35  | Egy egyszerű táncvideó, amelyben Madonna és táncosai fekete-fehér háttérrel popping és locking táncot mutatnak be. A videóban a Benny Benassi remix hallható, az eredeti albumverzió helyett. | [ 384 ]         |

### 2010-es évek
| Év   | Videóklip                                                  | Album       | Rendező(k)               | Hossz | Leírás | Ref.            |
| ---- | ---------------------------------------------------------- | ----------- | ------------------------ | ----- | --- | --------------- |
| 2012 | Give Me All Your Luvin’ (featuring Nicki Minaj and M.I.A.) | MDNA        | Megaforce                | 3:22  | A videóban Nicki Minaj és M.I.A. (akik közreműködnek a dalban) látható, pompomlányruhában szurkolnak Madonnának, aki viszont a videó nagy részében fekete ruhát visel. Ezután egy olyan jelenet következik, ahol Madonna, Minaj és M.I.A. mindhárman Marilyn Monroe-nak vannak öltözve. | [ 385 ] [ 386 ] |
| 2012 | Girl Gone Wild                                             | MDNA        | Mert and Marcus          | 3:43  | A fekete-fehér videót Madonna retro-glam tekintete nyitja, majd erotikus jelenetek következnek éles fehér háttérrel, és meztelen férfiakkal (Sean O'Pry, Simon Nessman, Jon Kortajarena) valamint a Kazaky nevű férfi táncosokkal. A videónak vannak cenzúrázott és cenzúrázatlan verziói is. | [ 387 ] [ 388 ] |
| 2012 | Turn Up the Radio                                          | MDNA        | Tom Munro                | 3:46  | A klipben miután Madonna sikeresen elmenekül a paparazzik elől, az olaszországi Firenzében lovagol, és az út szélén a legjobban kinéző férfiakat szedi össze. A videónak vannak cenzúrázott és cenzúrázatlan verziói is. | [ 389 ]         |
| 2015 | Living for Love                                            | Rebel Heart | J.A.C.K.                 | 3:38  | A videóban a matadornak öltözött Madonna csata ihletésű koreografált táncmozdulatokat hajt végre egy piros kör alakú színpadon, ahol minótauroszként veszik őt körül a táncosok. | [ 390 ]         |
| 2015 | Ghosttown                                                  | Rebel Heart | Jonas Åkerlund           | 4:08  | A nukleáris események után elpusztult városban játszódó videó Madonnát túlélőként mutatja be, ahol találkozik egy másik férfival, akit Terrence Howard színész alakít. | [ 391 ]         |
| 2015 | Bitch I’m Madonna (featuring Nicki Minaj)                  | Rebel Heart | Jonas Åkerlund           | 3:47  | A színekben gazdag videóban Madonna egy partiban jelenik meg, ahol táncol és megpróbál kommunikálni a többi bulizóval. A klipben számos híresség tűnik fel (Rita Ora, Diplo, Chris Rock, Alexander Wang, Katy Perry, Miley Cyrus, Beyoncé, Kanye West), valamint az énekesnő két fia, Rocco és David is. Nicki Minaj a buli képernyőjén látható, miközben rappel. | [ 392 ]         |
| 2019 | Medellín (with Maluma)                                     | Madame X    | Diana Kunst és Mau Morgó | 6:41  | Madonna, mint Madame X, Cha-cha táncoktatóként jelenik meg a videóban, aki egy osztályban tanítja Malumát, majd egy másik jelenetben, egy latin stílusú ünnepségen az asztalon táncolnak. A videó bemutatja még a lovaglást, az üldözési sorrendet, valamint Madonnát és Malumát is, ahogy együtt az ágyban pezsgőt iszogatnak. | [ 393 ]         |
| 2019 | Crave (with Swae Lee)                                      | Madame X    | Nuno Xico                | 4:23  | Miután galambokat engedett ki egy New York-i lakóház tetejéről, Madonna találkozik Swae Lee-vel. Ezután elérik egymás kezét, majd a galambok elrepülnek. | [ 394 ]         |
| 2019 | Dark Ballet                                                | Madame X    | Emmanuel Adjei           | 6:16  | A videóban Mykki Blancot, mint Jeanne d’Arcot bebörtönözik, és élve elégetik a vallási hatóságok. Az egyik jelenetben az látható, ahogy Blanco kúpos melltartót visel a "sötét baletten". | [ 395 ]         |
| 2019 | God Control                                                | Madame X    | Jonas Åkerlund           | 6:19  | Egy kitalált arizonai fiktív iskolai lövöldözés napjának éjszakáján Madonna egy diszkópartira megy barátaival a Studio 54.-ben. Addig szórakoznak, amíg áldozattá nem válnak egy tömeges lövöldözésben, amelyben a fegyveres lelövi magát, miután elköveti bűncselekményét. A cselekmény fordított sorrendben kerül elbeszélésre. A videó végén egyben láthatók a fegyverek ellenőrzése elleni tiltakozásokról és a fegyverek bemutatásáról szóló üzenetek, az azonnali fegyvertartást követelő üzenet pedig továbbításra kerül. | [ 396 ]         |
| 2019 | I Rise                                                     | Madame X    | Peter Matkiwsky          | 3:45  | Madonna a Time Studios-szal együttműködve készített videóklipet a dalhoz. Maga Madonna nem szerepel a videóban, de ehelyett a Stoneman Douglas Gimnázium lövöldözésének túlélőiről, LMBTQ-támogatókról, nőjogi tüntetőkről, Aly Raisman olimpiai tornász szexuális zaklatásról vallott vallomása, Maria Ressa filippínó újságíró letartóztatása látható, valamint más társadalmi, igazságossági mozgalmak. | [ 397 ] [ 398 ] |
| 2019 | Batuka                                                     | Madame X    | Emmanuel Adjei           | 6:01  | A videóban Madonna és a The Batukadeiras Zenekar együtt énekelnek és táncolnak a tenger mellett. A videó a rabszolgahajókra utalhat, amelyekről feltételezik, hogy a 16. században az első rabszolgákat vihették el a Zöld-foki Szigetekre. A videó vége felé a látszólag szellemszerű távoli rabszolgahajók eltűnnek, mielőtt a vihar megérkezne. | [ 399 ]         |

### 2020-as évek
| Év   | Videóklip                                                                             | Album                   | Rendező(k)               | Hossz | Leírás | Ref.            |
| ---- | ------------------------------------------------------------------------------------- | ----------------------- | ------------------------ | ----- | --- | --------------- |
| 2020 | Levitating (The Blessed Madonna remix) (Dua Lipa featuring Madonna and Missy Elliott) | Club Future Nostalgia   | Will Hooper              | 4:18  | Sok ember megszállottja a labirintusszerű szimbólumnak, miközben egy titokzatos izzó bolygó hatása alatt áll. Madonna azonban nem jelenik meg a videóklipben. | [ 400 ]         |
| 2022 | Frozen (Fireboy DML Remix)                                                            | Nem jelent meg albumon  | Ricardo Gomes            | 2:48  | Madonna és Fireboy DML táncol és énekel a háttérképernyős videók előtt, a jeget és a tüzet ábrázolva. A dalt Sickick remixelte. | [ 401 ]         |
| 2022 | Frozen (featuring 070 Shake)                                                          | Nem jelent meg albumon  | Ryan Drake Ricardo Gomes | 2:56  | Madonna és 070 Shake táncolnak és énekelnek egy gyárban. A dalt Sickick remixelte. | [ 402 ]         |
| 2022 | Hung Up on Tokischa (featuring Tokischa)                                              | Nem jelent meg albumon  | Sasha Kasiuha            | 3:30  | Madonna és Tokischa táncol és énekel egy házibulin, valamint a New York-i Harlem utcáin. A Hung Up-ot Djane Ali remixelte. Madonna rózsaszín tréningruhát visel gyömbéres hajjal.                                                                                           | [ 403 ]         |
| 2024 | Popular (with the Weeknd and Playboi Carti)                                           | The Highlights (Deluxe) | Cliqua                   | 3:47  | A videó felvételei között keveredik a The Weeknd tánca és az ivás a Hatfield House-ban, Madonna táncol és egy sokemeletes lakás kanapéján forgolódik. Playboi Carti egy drága autó körül ül és táncol. A videót kizárólag a Fortnite streaming játékplatformon mutatták be. | [ 404 ] [ 405 ] |

### Cameo megjelenések és ábrázolások
| Év   | Cím                   | Művész             | Rendező(k)     | Megjegyzések | Ref.    |
| ---- | --------------------- | ------------------ | -------------- | --- | ------- |
| 2018 | God Is a Woman        | Ariana Grande      | Dave Meyers    | Több vallási kép között Madonna csak hangban jelenik meg, mint Isten, és egy módosított Ezékiel 25:17-es idézetet közöl az 1994-es Ponyvaregény című filmből, Ariana Grande utánozva a szavakat, egy kalapáccsal betöri egy nagyterem mennyezetét. | [ 406 ] |
| 2021 | Gang Signs            | Snoop Dogg         | 4 rAx          | Madonna rövid időre megjelenik, dohányzik és cigarettájának füstjét fújja a kamerába, miközben táncol a szobájában. | [ 407 ] |
| 2023 | Nothing Lasts Forever | Sevdaliza & Grimes | Willem Kantine | A$AP Ferg, Julia Fox és a pályaművészek kíséretében Madonna arca egy izmos női testre van vágva. Egy raktárban Madonna karaktere megfeszíti az izmait, és a számítógéphez megy.                                                                    | [ 408 ] |